# Бронзовая медаль Национального центра научных исследований
Бронзовая медаль Национального центра научных исследований (фр. La Médaille de bronze du CNRS) — ежегодная премия Национального центра научных исследований (CNRS) Франции. Присуждается с 1954 года  учёным (до 40 человек каждый год) за первую плодотворную работу ученого.

## Некоторые лауреаты
- 1977 Можен, Жерар
- 1978  Соваж, Жан-Пьер
- 1984 Пюман, Дениз, Йокко, Жан-Кристоф
- 1988 Вуазен, Клэр, Браг, Реми
- 1995 Мерель, Лоик, Агьон, Филипп
- 1998 Лаффорг, Лоран
- 2000 Сапиро, Жизель
- 2001 Пикетти, Тома
- 2006 Авила, Артур, Даан, Максим
- 2011 Вильельм, Клэр